# 吳正治
吳正治（1618年—1691年），字当世，号赓庵，湖广武昌府江夏县（今湖北省武汉市）人，籍贯南直隶徽州府休宁县，清朝大臣。

## 生平
顺治六年（1649年）进士，为翰林院编修。顺治十五年（1658年），分巡南昌兵备道，后任按察使、工部侍郎、刑部侍郎、兵部侍郎、礼部尚书。康熙十二年（1673年），为左都御史。请求皇帝宽免在严禁窝藏逃人事件中父子相隐。二十一年（1682年）十月，为武英殿大学士，作为《重修清太祖实录》《三朝圣训》《大清会典》《大清一统志》《平定三逆方略》总裁官。二十六年（1788年）正月，吴琠休致，三十年（1788年）正月，吴琠去世，谥号文僖。

## 延伸阅读
[在维基数据编辑]
 《清史稿·卷250》，出自趙爾巽《清史稿》